# Новопавлівка (Скадовський район)
Новопа́влівка — село в Україні, у Каланчацькій селищній громаді Скадовського району Херсонської області. Населення становить 732 особи.

## Історія
Під час організованого радянською владою Голодомору 1932—1933 років померло щонайменше 3 жителі села.
24 лютого 2022 року село тимчасово окуповане російськими військами під час російсько-української війни.

## Населення
Згідно з переписом УРСР 1989 року чисельність наявного населення села становила 668 осіб, з яких 337 чоловіків та 331 жінка.
За переписом населення України 2001 року в селі мешкало 717 осіб.

### Мова
Розподіл населення за рідною мовою за даними перепису 2001 року:
| Мова       | Відсоток |
| ---------- | -------- |
| українська | 93,58 %  |
| російська  | 6,01 %   |
| білоруська | 0,27 %   |

## Відомі люди
- Серебринський Володимир Олександрович (1967-2014) — український військовик, похований у Новопавлівці.